# Trigueros
Trigueros is een gemeente in de Spaanse provincie Huelva in de regio Andalusië met een oppervlakte van 118 km². In 2007 telde Trigueros 7396 inwoners.

## Demografische ontwikkeling
Bron: INE, 1857-2011: volkstellingen